# Tylonycteris robustula
Tylonycteris robustula es una especie de murciélago de la familia Vespertilionidae.

## Distribución geográfica
Se encuentra en Camboya China, India Indonesia, China, Laos, Malasia, Birmania, Filipinas y Tailandia.